# Erginus sybariticus
Erginus sybariticus är en snäckart som först beskrevs av Dall 1871.  Erginus sybariticus ingår i släktet Erginus och familjen Lottiidae. Inga underarter finns listade i Catalogue of Life.